# Diccionari de la traducció catalana
El Diccionari de la traducció catalana és una obra de caràcter enciclopèdic, publicada en paper el 2011, conjuntament, per Eumo-Universitat de Vic, la Universitat Autònoma de Barcelona, la Universitat de les Illes Balears i la Universitat Jaume I.
Consta de 1.030 entrades, la immensa majoria de les quals versen sobre traductors que han traduït al català, des de l'edat mitjana fins als nostres dies. El límit temporal és la data de naixement dels traductors: no s'hi inclouen els que han nascut després de 1950.
La direcció de l'obra anà a càrrec de Montserrat Bacardí, de la Universitat Autònoma de Barcelona i de Pilar Godayol, de la Universitat de Vic, per la qual se'ls va atorgar el Premi de la Crítica Serra d'Or de recerca en humanitats de l'any 2012; i va comptar amb un consell assessor (format per Joan Fontcuberta, Manuel Llanas, Francesc Parcerisas, Ramon Pinyol i Torrents, Pere Quer i Joaquim Sala-Sanahuja) i un consell de redacció (format per Victòria Alsina, Sílvia Coll-Vinent, Ramon Farrés, Judit Fontcuberta, Josep Gallart, Josep Pujol, Xus Ugarte i M. Àngels Verdaguer). Els col·laboradors, redactors de les entrades, fan un total de vuitanta-sis.
A banda de la versió original en paper, actualment és disponible en línia en text complet en el lloc web de Visat, revista digital de literatura i traducció.

## Llista dels traductors al català inclosos al Diccionari
| Nom                                            | Any naixement | Any defunció |
| ---------------------------------------------- | ------------- | ------------ |
| Abadal i Pedrals, Maria d'                     | 1905          | 2003         |
| Abellan i Mula, Joan                           | 1946          |              |
| Abelló i Soler, Montserrat                     | 1918          |              |
| Adrià, Mateu                                   | XIV           | 1365         |
| Adrover i Mascaró, Miquel                      | 1942          |              |
| Aguilar i Casadevall, Marià                    | 1810          | 1883         |
| Agustí, Miquel                                 | 1560          | 1630         |
| Alabart i Sanz, Gumersind                      | 1883          | 1929         |
| Alavedra i Segurañas, Joan                     | 1896          | 1981         |
| Alavedra i Segurañas, Rosa                     | XX            | XX           |
| Alberich i Mariné, Joan                        | 1944          |              |
| Albert i Torrellas, Albert                     | XX            | XX           |
| Albertí i Gubern, Santiago                     | 1930          | 1997         |
| Albertí i Vidal, Vicenç                        | 1786          | 1859         |
| Alcoverro i Carós, Josep                       | XIX           | XX           |
| Aldavert i Martorell, Pere                     | 1850          | 1932         |
| Aldrich, Albert                                | 1867          | 1923         |
| Alegre, Francesc                               | 1450          | 1504         |
| Aleix, mestre                                  | XV            | XV           |
| Alfarràs, Arnau d'                             | XV            | XV           |
| Alier i Aixalà, Roger                          | 1941          |              |
| Almirall i Llozer, Valentí                     | 1841          | 1904         |
| Alonso i Catalina, Vicent                      | 1948          |              |
| Alonso i Manaut, Gastó                         | 1878          | 1947         |
| Alpera i Leiva, Lluís                          | 1938          |              |
| Alsina i Clota, Josep                          | 1926          | 1993         |
| Amengual i Batle, Josep                        | 1938          |              |
| Amengual i Coll, Gabriel                       | 1943          |              |
| Amengual i Reus, Joan Josep                    | 1793          | 1876         |
| Amer i Omar, Miquel Victorià                   | 1824          | 1912         |
| Amich i Bert, Josep                            | 1888          | 1965         |
| Amiguet, Jeroni                                | XV            | 1564         |
| Andreu i Forns, Josep Maria                    | 1920          |              |
| Anglada i d'Abadal, Maria Àngels               | 1930          | 1999         |
| Aragó i Cabañas, Antoni M.                     | 1918          | 1981         |
| Aragó i Cabañas, Lluís M.                      | 1922          | 1994         |
| Aragonès i Rebollar, Josep Maria               | 1926          |              |
| Arbonès i Montull, Jordi                       | 1929          | 2001         |
| Argenté i Artigal, Joan                        | 1931          |              |
| Argenter i Giralt, Joan Albert                 | 1947          |              |
| Arimany i Coma, Miquel                         | 1920          | 1996         |
| Armenter de Monasterio, Frederic               | 1886          | 1959         |
| Arnaldich i Perot, Lluís                       | 1909          | 1974         |
| Arquer i Saltor, Jordi                         | 1907          | 1981         |
| Artells i Bover, Eduard                        | 1903          | 1971         |
| Artés i Tapiol, Josep Maria                    | 1896          | 1989         |
| Artís i Gener, Avel·lí                         | 1912          | 2000         |
| Arús i Arderiu, Rossend                        | 1847          | 1891         |
| Arús i Colomer, Joan                           | 1891          | 1982         |
| Astor, Antoni Joan                             | XVI           | XVI          |
| Augé i Montanya, Ramir                         | 1898          | 1979         |
| Avellà i Mestre, Antoni                        | 1950          |              |
| Avinyo i Andreu, Joan                          | 1871          | 1939         |
| Ayats i Giralt, Joan                           | 1901          | 1961         |
| Aymar, Joan Miquel                             | 1818          | 1894         |
| Badia i Gabarró, Alfred                        | 1912          | 1994         |
| Badosa i Mont, Cristina                        | 1950          |              |
| Baixeras i Sastre, Josep Antoni                | 1927          | 2008         |
| Balagué i Salvia, Miquel                       | 1910          | 1999         |
| Balaguer i Cirera, Víctor                      | 1824          | 1901         |
| Balanzó i Echevarria, Concepció de             | 1904          | 1938         |
| Balanzó i Pons, Llorenç                        | 1860          | 1927         |
| Balari i Jovany, Josep                         | 1844          | 1904         |
| Balasch i Recort, Manuel                       | 1928          | 2009         |
| Balcells i Pinto, Joaquim                      | 1890          | 1936         |
| Banyuls i de Forcada, Antoni de                | XVIII         | 1795         |
| Baptista i Almeida, Teresa de la Piedad        | 1932          |              |
| Barallat i Falguera, Celestí                   | 1837          | 1905         |
| Barbosa, August                                | XIX           | XX           |
| Bardagí i Moras, Bartomeu                      | 1915          | 2003         |
| Barell, Pere                                   | XVIII         | XIX          |
| Barnils i Folguera, Ramon                      | 1940          | 2001         |
| Bartina i Gassiot, Sebastià                    | 1917          | 1992         |
| Bartra i Lleonart, Agustí                      | 1908          | 1982         |
| Bartrina i d'Aixemús, Francesc                 | 1846          | 1917         |
| Bartrina i d'Aixemús, Joaquim Maria            | 1850          | 1880         |
| Bartrina i Fabré, Lluís                        | 1871          | 1939         |
| Bas i Borras, Gabriel                          | 1927          |              |
| Bassegoda i Amigó, Bonaventura                 | 1862          | 1940         |
| Basses, Jordi                                  | XX            | XX           |
| Bassols de Climent, Marià                      | 1903          | 1973         |
| Bastardas i Parera, Joan                       | 1918          | 2009         |
| Batalla i Costa, Josep                         | 1942          |              |
| Batallé i Serra, Víctor                        | 1947          |              |
| Batle i Nicolau, Nadal                         | 1945          | 1997         |
| Bellès i Sallent, Joan                         | 1942          | 2006         |
| Bellpuig i Joy, Tomàs                          | 1879          | 1936         |
| Benavent de Barberà i Abelló, Pere             | 1899          | 1974         |
| Benet i Jornet, Josep Maria                    | 1940          |              |
| Benguerel i Llobet, Xavier                     | 1905          | 1990         |
| Benvenist ben Benvenist                        | XIII          | XIV          |
| Benvenist Sa Porta, Vidal                      | XIII          | XIV          |
| Berdagué i Costa, Roser                        | 1929          |              |
| Berenguer i Amenós, Jaume                      | 1916          | 1974         |
| Berga, Pau                                     | 1864          | 1948         |
| Bertomeu i Font, Albert                        | 1887          | 1936         |
| Bertran, Marc Jesús                            | 1877          | 1934         |
| Bertran, Rafael M.                             | 1940          |              |
| Bertran i Bros, Pau                            | 1854          | 1891         |
| Bertran i Pijoan, Lluís                        | 1892          | 1959         |
| Bertrans i Solsona, Josep                      | XX            | XX           |
| Bial i Massons, M. Teresa                      | XX            | XX           |
| Bisanyes, Antoni                               | XIX           | XIX          |
| Blasco i Estellés, Josep Lluís                 | 1940          | 2003         |
| Blasi i Rabassa, Ramon                         | 1901          | 1980         |
| Bofill i Bofill, Jaume                         | 1910          | 1965         |
| Bofill i Ferro, Jaume                          | 1893          | 1968         |
| Bofill i Fransí, Rafael M.                     | 1924          | 2009         |
| Bogunyà i Carulla, M. Àngels                   | 1947          |              |
| Boix i Selva, Josep Maria                      | 1914          | 1996         |
| Boix i Selva, Maur M.                          | 1919          | 2000         |
| Boixeda, Gabriel                               | 1809          | 1874         |
| Bonaura, Pere                                  | XVIII         | XVIII        |
| Bonavia i Panyella, Salvador                   | 1907          | 1959         |
| Bonet i Nadal, Joan                            | 1929          |              |
| Bonet i Rigo, Blai                             | 1926          | 1997         |
| Bonet, Joan Baptista                           | 1653          | 1694         |
| Bonfill i Trias, Xavier                        | 1888          | 1939         |
| Bonnemaison i Farriols, Francesca              | 1872          | 1949         |
| Bonsenyor, Jafudà                              | XIII          | 1331         |
| Bordas i Coca, Jordi                           | 1943          |              |
| Bordas i Piferrer, Josep Maria                 | 1912          | XX           |
| Bordoy i Torrents, Pere Màrtir                 | 1877          | 1951         |
| Borró, Pere                                    | XIV           | 1390         |
| Bosch de la Trinxeria, Carles                  | 1831          | 1897         |
| Bosch i Gimpera, Pere                          | 1891          | 1974         |
| Boyé i Parera, Carme                           | 1910          | 1999         |
| Brachfeld, Ferrenc Olivér                      | 1908          | 1967         |
| Bramon i Planes, Dolors                        | 1943          |              |
| Briz i Fernández, Francesc Pelagi              | 1839          | 1889         |
| Brossa i Cuervo, Joan                          | 1919          | 1998         |
| Bruguera i Talleda, Jordi                      | 1926          | 2010         |
| Brugués i Escuder, Casimir                     | 1863          | 1940         |
| Bulbena i Tusell, Antoni                       | 1854          | 1946         |
| Burgas i Burgas, Josep                         | 1876          | 1950         |
| Busa, Gabriel                                  | XV            | XVI          |
| Busquets, Pere                                 | 1400          | 1470         |
| Busquets i Grabulosa, Lluís                    | 1947          |              |
| Cabanes i Orriols, Jem                         | 1942          |              |
| Cabot i Ribot, Just                            | 1898          | 1961         |
| Cabot i Rovira, Joaquim                        | 1861          | 1951         |
| Cabré, Sebastià                                | 1918          | 2003         |
| Calbo i Caldés, Pasqual                        | 1752          | 1817         |
| Calderer i Cortasa, Lluís                      | 1944          |              |
| Calderer i Morales, Antoni                     | 1885          | 1964         |
| Calders i Artís, Tessa                         | 1950          |              |
| Calders i Rossinyol, Pere                      | 1912          | 1994         |
| Caldes i Arús, Vicenç                          | 1886          | 1969         |
| Callís, Jaume                                  | 1370          | 1434         |
| Calmon-Ouillet, Renada-Laura                   | 1927          |              |
| Calveras i Santacana, Josep                    | 1890          | 1964         |
| Calvet i de Budallès, Damas                    | 1836          | 1891         |
| Calvet i Pascual, Agustí (Gaziel)              | 1887          | 1964         |
| Camps, Cristià                                 | 1944          |              |
| Camps, Nadal                                   | XVIII         | XVIII        |
| Camps i Pinós, Nicasi                          | 1931          |              |
| Camps i Reverter, Guiu                         | 1915          | 2000         |
| Canals, Antoni                                 | 1352          | 1419         |
| Canyameres i Casals, Montserrat                | 1934          |              |
| Canyameres i Casamada, Ferran                  | 1898          | 1964         |
| Canyes i Santacana, Joan                       | 1901          | 1942         |
| Capdevila i Balanzó, Josep Maria               | 1892          | 1972         |
| Capdevila i Colomer, Jaume                     | 1852          | 1911         |
| Capdevila i Recasens, Carles                   | 1879          | 1937         |
| Capdevila i Vilallonga, Lluís                  | 1893          | 1980         |
| Capella i Feliu, Jacint Maria                  | 1880          | 1935         |
| Capmany i Farnés, Maria Aurèlia                | 1918          | 1991         |
| Carbó i Masllorens, Joaquim                    | 1932          |              |
| Carbonell i Florenza, Manuel                   | 1945          |              |
| Cardó i Sanjoan, Carles                        | 1884          | 1958         |
| Cardona i Roig, Osvald                         | 1914          | 1987         |
| Cardús i Malagarriga, Roser                    | 1921          | 1974         |
| Careta i Vidal, Antoni                         | 1843          | 1924         |
| Carner i Borràs, Antoni                        | 1904          | 1978         |
| Carner i Puig-Oriol, Josep                     | 1884          | 1970         |
| Carner i Ribalta, Josep                        | 1898          | 1988         |
| Carratalà van den Wouer, Maria                 | 1899          | XX           |
| Carrera i Busquets, Anton                      | 1943          |              |
| Carrera i Planas, Joan                         | 1930          | 2008         |
| Carreras i Mas, Lluís                          | 1884          | 1955         |
| Carrión i Juan, Ambrosi                        | 1888          | 1973         |
| Casanellas i Bassols, Pere                     | 1949          |              |
| Casanelles i Montalt, Josep                    | 1893          | 1937         |
| Casanovas i Camprubí, Ignasi                   | 1872          | 1936         |
| Casanovas i Gual, Pompeu                       | 1911          | XX           |
| Casas i Carbó, Joaquim                         | 1858          | 1943         |
| Casas i Fuster, Joan                           | 1950          |              |
| Casas i Homs, Josep Maria                      | 1894          | 1979         |
| Casasayas i Truyols, Josep M.                  | 1927          | 2004         |
| Caseponce, Esteve                              | 1850          | 1932         |
| Castanyer i Figueras, Maria                    | 1913          | 2003         |
| Castellà, Jaume                                | XIV           | XV           |
| Castellanos i Llorenç, Carles                  | 1942          |              |
| Castellanos i Vila, Joan                       | 1941          | 2009         |
| Castells, Francesc de P.                       | XIX           | XX           |
| Causse, David                                  | 1750          | 1810         |
| Centelles, Jordi de                            | 1430          | 1496         |
| Cerdà i Surroca, Maria Àngela                  | 1930          |              |
| Cervera i Astor, Leandre                       | 1891          | 1964         |
| Cervera i Bru, Antoni Maria                    | 1779          | 1838         |
| Chordà i Recasens, Maria Ascensió              | 1942          |              |
| Cirera, Pau                                    | XX            | XX           |
| Ciruelo i Borge, Josep Ignasi                  | XX            | XX           |
| Ciuraneta i Virgili, Concepció                 | 1947          |              |
| Civera i Sormaní, Joaquim                      | 1886          | 1967         |
| Clapés i Flaqué, Antoni                        | 1948          |              |
| Clascar i Sanou, Frederic                      | 1873          | 1919         |
| Clotas i Cierco, Salvador                      | 1938          |              |
| Coca i Villalonga, Jordi                       | 1947          |              |
| Codina i Formosa, Joan Baptista                | 1860          | 1923         |
| Codina i Giol, Daniel                          | 1940          |              |
| Collado, Agustí                                | 1895          | 1942         |
| Collell i Bancells, Jaume                      | 1846          | 1932         |
| Colom i Ferrà, Guillem                         | 1890          | 1979         |
| Comadira i Moragriega, Narcís                  | 1942          |              |
| Comalada, Honorat                              | XVI           | XVIII        |
| Compta i González, Víctor                      | 1950          |              |
| Condom i Gratacòs, Dolors                      | 1926          |              |
| Conesa, Jaume                                  | 1320          | 1390         |
| Conques i Garcia, Jeroni                       | 1518          | XVI          |
| Contijoch i Pratdesaba, Josefa                 | 1940          |              |
| Copons, Guillem de                             | 1381          | 1404         |
| Cornudella i Barberà, Joan                     | 1904          | 1985         |
| Corominas i Prats, Domènec                     | 1870          | 1946         |
| Corominas i Prats, Vicenç                      | 1877          | 1961         |
| Coromines i Montanya, Pere                     | 1870          | 1939         |
| Coromines i Vigneaux, Joan                     | 1905          | 1997         |
| Corredor i Pomés, Josep Maria                  | 1912          | 1981         |
| Correig i Massó, Antoni                        | 1910          | 2002         |
| Corretger, Guillem                             | 1288          | 1308         |
| Cort i Mestres, Eusebi                         | 1840          | 1892         |
| Cortada i Sala, Joan                           | 1805          | 1868         |
| Cortès i Minguella, Enric                      | 1939          |              |
| Cortiella i Ferrer, Felip                      | 1871          | 1937         |
| Costa i Borràs, Josep Domènech                 | 1805          | 1864         |
| Costa i Costa Joan                             | 1914          | 1997         |
| Costa i Llobera, Miquel                        | 1854          | 1922         |
| Costa i Pujol, Carles                          | 1865          | 1926         |
| Coste, Clara                                   | 1941          |              |
| Cotrina i Puig, Ramon                          | 1932          |              |
| Courtais, Pere                                 | 1816          | 1888         |
| Creus i del Castillo, Jaume                    | 1950          |              |
| Creus i Ximénez, Pere                          | 1756          | 1815         |
| Crexells i Vallhonrat, Joan                    | 1896          | 1926         |
| Cruells i Pifarré, Manuel                      | 1910          | 1988         |
| Crusat, Rafael                                 | XVII          | XVIII        |
| Cuartera Iborra, Francesc Josep                | 1941          |              |
| Cucurull i Tey, Fèlix                          | 1919          | 1996         |
| Curell i Sunyol, Hortènsia                     | 1923          | 2005         |
| Cuspinera, Miquel                              | 1903          | 1985         |
| Dalmau i Ribalta, Bernabé                      | 1944          |              |
| Daurella i de Nadal, Josep Manel               | 1950          | 1995         |
| Delcor, Maties                                 | 1919          | 1992         |
| Delpont, Juli                                  | 1865          | 1924         |
| Descoll, Joan Benet                            | XV            | XV           |
| Desumbila i Enrich, Josep                      | 1917          | 1986         |
| Déu, Mateu de                                  | XIV           | XIV          |
| Díaz i Carbonell, Romuald M.                   | 1914          | 2008         |
| Díaz i Plaja, Aurora                           | 1913          | 2003         |
| Diví i Coll, Oriol M.                          | 1924          |              |
| Dolç i Dolç, Miquel                            | 1912          | 1994         |
| Domènec, Jaume                                 | XIV           | 1384         |
| Domènech i Soteras, Jordi                      | 1941          | 2003         |
| Domènech i Vilanova, Cristòfor de              | 1879          | 1927         |
| Dordal i Frías, Enric                          | 1919          | 2009         |
| Dou i de Siscar, Francesc                      | 1819          | 1874         |
| Duch i Álvarez, Lluís                          | 1936          |              |
| Dufur, Lluís                                   | XVIII         | XIX          |
| Duran i Armengol, Teresa                       | 1948          |              |
| Duran i España, Joan                           | 1856          | 1924         |
| Duran i Grau, Eulàlia                          | 1934          |              |
| Duran i Tortajada, Miquel                      | 1883          | 1947         |
| Eimeric, Berenguer                             | XIV           | XIV          |
| Eixemeno, Joan                                 | 1360          | 1420         |
| Ejarque i Ulldemolins, Ramon                   | 1882          | 1936         |
| Elias i Bracons, Feliu                         | 1878          | 1948         |
| Elias i Comet, Rosa                            | 1913          | 2005         |
| Elies i Busqueta, Pere                         | 1909          | 2002         |
| Epalza i Ferrer, Míkel de                      | 1938          | 2006         |
| Esclasans i Folch, Agustí                      | 1895          | 1967         |
| Escobar, Francesc                              | XV            | 1558         |
| Esmarats i Espaulella, Vicenç                  | 1923          | 2010         |
| Espinàs i Massip, Josep Maria                  | 1927          |              |
| Espona i de Nuix, Antoni d'                    | 1849          | 1917         |
| Espriu i Castelló, Salvador                    | 1901          | 1983         |
| Esquerra i Clivillés, Ramon                    | 1909          | 1938         |
| Estanyol, Arnau                                | XIV           | XIV          |
| Estelrich i Artigues, Joan                     | 1896          | 1958         |
| Estivill Abelló, Àngel                         | 1908          | XX           |
| Estradé i Ciurana, Miquel                      | 1920          | 1998         |
| Eura i Martro, Agustí                          | 1684          | 1763         |
| Faber-Kaiser, Michael                          | 1941          | 2002         |
| Fabra i Poch, Pompeu                           | 1868          | 1948         |
| Fàbregas i Surroca, Xavier                     | 1894          | 1985         |
| Fabregat i Arrufat, Ramon                      | 1894          | 1985         |
| Falguère, Josep                                | 1866          | XX           |
| Falqués, Maria-Àngels                          | 1949          |              |
| Faluba, Kálmán                                 | 1941          |              |
| Faraudo i de Saint-Germain, Lluís              | 1867          | 1957         |
| Fames i Badó, Sebastià                         | 1874          | 1934         |
| Farran i Mayoral, Josep                        | 1883          | 1955         |
| Faulí i Olivella, Josep                        | 1932          | 2006         |
| Fayos i Antoni, Francesc                       | 1848          | 1904         |
| Febrer, Andreu                                 | 1370          | 1444         |
| Febrer i Cardona, Antoni                       | 1761          | 1841         |
| Feliu i Mabres, Eduard                         | 1938          | 2009         |
| Fenollet i de Malferit, Lluís de               | XV            | 1492         |
| Fernández de Heredia, Garcia                   | XIV           | 1411         |
| Ferrà i Juan, Miquel Ramon                     | 1885          | 1947         |
| Ferrà i Perelló, Bartomeu                      | 1843          | 1924         |
| Ferran i de Pol, Lluís                         | 1911          | 1995         |
| Ferraté i Soler, Joan                          | 1924          | 2003         |
| Ferrater i Soler, Gabriel                      | 1922          | 1972         |
| Ferrer, Bonifaci                               | 1355          | 1417         |
| Ferrer i Codina, Antoni                        | 1838          | 1905         |
| Ferrer i Ginard, Andreu                        | 1887          | 1975         |
| Ferrer i Morro, Antoni-Lluch                   | 1942          |              |
| Ferrís i Garcia, Vicent                        | 1919          |              |
| Fiol i Tomàs, Ignasi                           | 1619          | 1684         |
| Foco i Palou, Lluís de                         | 1699          | 1767         |
| Foix i Gual, Joan Baptista                     | 1780          | 1865         |
| Folch i Camarasa, Ramon                        | 1926          |              |
| Folch i Capdevila, Rafael                      | 1881          | 1961         |
| Folch i Fornesa, Dolors                        | 1941          |              |
| Folch i Torres, Ignasi                         | 1883          | 1927         |
| Folch i Torres, Josep Maria                    | 1880          | 1950         |
| Folch i Torres, Manuel                         | 1877          | 1928         |
| Folguera i Poal, Joaquim                       | 1893          | 1919         |
| Font, Antoni                                   | 1610          | 1677         |
| Font i Marsà, Melcior                          | 1905          | 1959         |
| Font i Sagué, Norbert                          | 1874          | 1910         |
| Fontana, Guillem                               | XV            | XV           |
| Fontcuberta i Gel, Joan                        | 1938          |              |
| Formosa i Torres, Feliu                        | 1934          |              |
| Forn i Talió, Josep                            | 1886          | 1936         |
| Forner i Escobet, Climent                      | 1927          |              |
| Forteza i Cortès, Tomàs                        | 1838          | 1898         |
| Forteza i Pinya, Bartomeu                      | 1894          | 1957         |
| Forteza i Pinya, Miquel                        | 1888          | 1969         |
| Forteza i Pujol, Bartomeu                      | 1939          | 2000         |
| Fortuny i Escoda, Joan                         | 1917          | 1989         |
| Franch, Narcís                                 | 1384          | 1457         |
| Franco i Fontanilles, Enric                    | 1854          | 1900         |
| Franquesa i Gomis, Josep                       | 1855          | 1930         |
| Franquesa i Lluelles, Manuel                   | 1906          | 1978         |
| Freixa i Cos, Joan                             | 1864          | XX           |
| Frontera i Pascual, Guillem                    | 1945          |              |
| Fuentes i Agulló, Frederic                     | 1871          | 1959         |
| Fulquet i Vidal, Josep Maria                   | 1948          |              |
| Fuster i Guillemó, Jaume                       | 1945          | 1998         |
| Fuster i Ortells, Joan                         | 1922          | 1992         |
| Fuster i Viladecans, Felicia                   | 1921          |              |
| Galdàcano i Melià, Josep Maria                 | 1889          | 1953         |
| Gallard i Genís, Alfred                        | 1899          | 1980         |
| Gallard i Tressens, Artur                      | 1857          | 1916         |
| Gallart i Ribera, Miquel                       | 1928          | 1995         |
| Galmés i Sanxo, Salvador                       | 1878          | 1951         |
| Gamissans i Anglada, Francesc                  | 1927          |              |
| Garcés i Ferrà, Bartomeu                       | 1924          | 2000         |
| Garcés i Miravet, Tomàs                        | 1901          | 1993         |
| Garcia i Girona, Joaquim                       | 1866          | 1928         |
| Garganta i Vila-Manyà, Josep Maria de          | 1878          | 1928         |
| Garriga i Marquès, Ramon                       | 1921          | 2010         |
| Garriga i Ribé, Pacià                          | 1912          | 1989         |
| Garrut i Romà, Josep Maria                     | 1915          | 2008         |
| Gasòliba i Carbonell, Cecili                   | 1874          | 1944         |
| Gassó i Carbonell, Lluís                       | 1916          | 2010         |
| Gassol i Rovira, Ventura                       | 1893          | 1980         |
| Gay, Juli                                      | XIX           | XIX          |
| Gayà i Sitjar, Miquel                          | 1917          | 1998         |
| Gil, Jerònim                                   | XV            | XVI          |
| Gil i Albors, Joan Alfons                      | 1927          |              |
| Gil Estalella, Pere                            | 1551          | 1622         |
| Gil i Matamala, August                         | 1934          |              |
| Gimferrer i Torrens, Pere                      | 1945          |              |
| Ginebra i Espona, Pere                         | 1840          | 1936         |
| Ginebreda, Antoni                              | 1340          | 1395         |
| Ginés i Nonell, Maria                          | 1941          |              |
| Girbal i Jaume, Ferran                         | 1876          | XX           |
| Girbau i Permanyer, Basili M.                  | 1925          | 2003         |
| Gironella i Estorch, Francesc                  | 1935          |              |
| Givanel i Pascual, Johanna                     | 1907          | 1989         |
| Golden, Seán                                   | 1948          |              |
| Gols i Soler, Joan                             | 1894          | 1947         |
| Gómez i Oliver, Valentí                        | 1947          |              |
| Gomis i Mestres, Cels                          | 1841          | 1915         |
| Gomis i Sanahuja, Joan                         | 1927          | 2001         |
| González i Alba, Manuel                        | 1896          | 1934         |
| González i Llubera, Ignasi Miquel              | 1893          | 1962         |
| Gouzy i Anrich, Josep                          | 1933          |              |
| Graells i Andreu, Guillem-Jordi                | 1950          |              |
| Granier i Barrera, Emili                       | 1908          | 1997         |
| Gras, mossèn                                   | XV            | XV           |
| Gras i Perfontan, Rosa Victòria                | 1933          |              |
| Grau i Aymà, Hermínia                          | 1897          | 1982         |
| Grimalt i Gomila, Josep Antoni                 | 1938          |              |
| Gual i Queralt, Adrià                          | 1872          | 1943         |
| Guansé i Salesas, Domènec                      | 1894          | 1978         |
| Guanyavents i Jané, Emili                      | 1860          | 1941         |
| Guardiola i Noguera, Carles-Jordi              | 1942          |              |
| Guarner i Pérez, Lluís                         | 1902          | 1986         |
| Guarro i Basté, Joan                           | 1920          | 1997         |
| Güell i Socias, Josep Maria                    | 1928          | 2011         |
| Guilla, Lluís                                  | XVII          | 1702         |
| Hernández i Mor, Carles                        | 1940          |              |
| Horta i Massanés, Joaquim                      | 1930          |              |
| Hostalrich i Fa, Dolors                        | 1891          | 1979         |
| Icart i Leonila, Joaquim                       | 1910          | 1997         |
| Imbert, Josep                                  | XVIII         | XVIII        |
| Ivarra, Martí                                  | XVI           | 1557         |
| Jacme, Joan                                    | XIV           | 1384         |
| Jané i Carbó, Jordi                            | 1944          |              |
| Jané i Riera, Albert                           | 1930          |              |
| Jané i Romeu, Jordi                            | 1947          |              |
| Janer i Manila, Gabriel                        | 1940          |              |
| Janeras i Vilaró, Sebastià                     | 1931          |              |
| Janés i Olivé, Josep                           | 1913          | 1959         |
| Jaquetti i Isant, Palmira                      | 1895          | 1963         |
| Jaubert de Paçà, Francesc                      | 1785          | 1856         |
| Jaumà i Musté, Josep Maria                     | 1938          |              |
| Jordà i Cardona, Lluís                         | 1907          | 1968         |
| Jordà i Lafont, Josep Maria                    | 1870          | 1936         |
| Jordana i Mayans, Cèsar-August                 | 1893          | 1958         |
| Juan i Arbó, Sebastià                          | 1902          | 1984         |
| Jufresa i Muñoz, Montserrat                    | 1942          |              |
| Koepp, Ernest                                  | 1750          | XIX          |
| Labaila i González, Jacint                     | 1833          | 1895         |
| Lamarca i Vilaró, Tomàs                        | 1914          | 1969         |
| Larreula i Vidal, Enric                        | 1941          |              |
| Lawrence, Esyllt T.                            | 1917          | 1995         |
| Leita i Graell, Joan                           | 1936          |              |
| Leveroni i Valls, Rosa                         | 1910          | 1985         |
| Llabrés i Martorell, Pere-Joan                 | 1938          | 2006         |
| Llanza, Ovidi de                               | XIX           | XIX          |
| Llates i Serrat, Rossend                       | 1899          | 1973         |
| Lleonart i Maragall, Josep                     | 1880          | 1951         |
| Llompart i de la Peña, Josep Maria             | 1925          | 1993         |
| Llongueras i Badia, Joan                       | 1880          | 1953         |
| Llor i Forcada, Miquel                         | 1894          | 1966         |
| Llorens i Llonch, Just                         | 1933          |              |
| Llorente i Olivares, Teodor                    | 1836          | 1911         |
| Llovera i Tomàs, Josep Maria                   | 1874          | 1949         |
| Llovet i Pomar, Jordi                          | 1947          |              |
| Lluelles i Carreter, Nicolau Enric             | 1885          | 1943         |
| Lluís i Font, Pere                             | 1934          |              |
| Llull, Ramon                                   | 1232          | 1316         |
| López del Castillo, Lluís                      | 1938          |              |
| López i Picó, Josep Maria                      | 1886          | 1959         |
| Lorda i Alaiz, Felip Maria                     | 1918          | 1992         |
| Lozano i Lerma, Josep Lluís                    | 1948          |              |
| Madrid i Alier, Francesc                       | 1900          | 1952         |
| Maduell i Sancho, Àlvar                        | 1936          |              |
| Magí i Ferrer, Joan                            | 1935          |              |
| Magrinyà i Solé, Carles                        | 1885          | 1959         |
| Maluquer i Bonet, Jordi                        | 1935          |              |
| Mallafrè i Gavaldà, Joaquim                    | 1941          |              |
| Manent i Cisa, Marià                           | 1898          | 1988         |
| Manent i Rodon, Montserrat                     | 1940          |              |
| Manyà i Alcoverro, Joan Baptista               | 1884          | 1976         |
| Maragall i Gorina, Joan                        | 1860          | 1912         |
| Maragall i Noble, Jordi                        | 1911          | 1999         |
| Maragall i Noble, Josep                        | 1900          | 1982         |
| Marcé i Sentaló, Pere                          | XVIII         | XIX          |
| Mari i Mayans, Isidor                          | 1949          |              |
| Maristany i Guasch, Alexandre                  | 1880          | 1942         |
| Markov, Alexei                                 | XIX           | XX           |
| Markov, B.                                     | XIX           | XX           |
| Marlès i Bacardit, Josep Maria                 | 1912          | XX           |
| Marquina i Angulo, Rafael                      | 1887          | 1960         |
| Martí, Jaume                                   | XIX           | XIX          |
| Martí i Ballés, Josep Oriol                    | 1870          | XX           |
| Martí i Cortada, Miquel Anton                  | XIX           | 1864         |
| Martí Folguera, Josep                          | 1850          | 1929         |
| Martí i Giol, Enric                            | 1872          | 1918         |
| Martí i Martí, Casimir                         | 1926          |              |
| Martí i Muntaner, Enric                        | 1889          | 1954         |
| Martí i Pol, Miquel                            | 1929          | 2003         |
| Martí i Sàbat, Josep                           | 1880          | 1970         |
| Martí i Solé, Miquel                           | 1940          |              |
| Martí i Trenchs, Joan                          | 1844          | 1920         |
| Martines i Castanyer, Miquel                   | 1914          | 2009         |
| Martínez i Ferrando, Jesús Ernest              | 1891          | 1965         |
| Martínez i Martínez, Francesc                  | 1866          | 1946         |
| Martorell, Joanot                              | 1410          | 1465         |
| Mas, Jaume                                     | XVI           | XVI          |
| Mas i Bayés, Josep                             | 1928          |              |
| Mas i Otzet, Francesc de                       | 1838          | 1894         |
| Mascaró i Fornés, Joan                         | 1897          | 1987         |
| Mascó, Domènec                                 | 1360          | 1427         |
| Masdovelles, Joan Berenguer de                 | XV            | XV           |
| Maseras i Galtés, Alfons                       | 1884          | 1939         |
| Masferrer i Arquimbau, Josep                   | 1844          | 1900         |
| Masó i Valentí, Narcís                         | 1890          | 1953         |
| Masriera i Colomer, Artur                      | 1860          | 1929         |
| Massó i Torrents, Jaume                        | 1863          | 1943         |
| Massó i Urgelles, Enric                        | 1914          | 1986         |
| Massó i Ventós, Josep                          | 1891          | 1931         |
| Matheu i Fornells, Francesc                    | 1851          | 1938         |
| Mathieu Valette, Renée                         | 1928          |              |
| Maurette, Miquel                               | 1898          | 1973         |
| Medina i Casanovas, Jaume                      | 1949          |              |
| Melendres i Inglés, Jaume                      | 1941          | 2009         |
| Mestres i Oñós, Apel·les                       | 1854          | 1936         |
| Metge, Bernat                                  | 1346          | 1413         |
| Millà i Gàcio, Lluís                           | 1865          | 1946         |
| Millà i Navarro, Àngel                         | 1890          | 1975         |
| Millàs i Raurell, Josep Maria                  | 1896          | 1971         |
| Millàs i Vallicrosa, Josep Maria               | 1897          | 1970         |
| Mínguez i Defís, Joan                          | 1900          | 1960         |
| Miquel, Encarnació                             | XX            | XX           |
| Miquel i Planas, Ramon                         | 1874          | 1950         |
| Mira i Casterà, Joan Francesc                  | 1939          |              |
| Miracle i Montserrat, Josep                    | 1904          | 1998         |
| Miralles i Solà, Carles                        | 1944          |              |
| Miravitlles i Navarra, Jaume                   | 1906          | 1988         |
| Moix i Messeguer, Terenci                      | 1942          | 2003         |
| Molas i Batllori, Isidre                       | 1940          |              |
| Moliné i Brasés, Ernest                        | 1868          | 1940         |
| Moliné i Brasés, Jeroni                        | XIX           | 1933         |
| Moll i Casanovas, Francesc de Borja            | 1903          | 1991         |
| Moll i Marquès, Caterina                       | 1945          | 2009         |
| Moll i Marquès, Francesc                       | 1937          |              |
| Moncada i Estruga, Jesús                       | 1941          | 2005         |
| Moners i Sinyol, Jordi                         | 1933          |              |
| Monés i Pujol-Busquets, Jordi                  | 1928          |              |
| Montero i Delgado, Joaquim                     | 1869          | 1942         |
| Montjuïc, Jaume de                             | XIII          | 1290         |
| de Montoliu i de Togores, Cebrià               | 1873          | 1923         |
| Montoliu i de Togores, Manuel de               | 1877          | 1961         |
| Montoriol i Puig, Carme                        | 1893          | 1966         |
| Montserrat i Archs, Joan                       | 1845          | 1895         |
| Montserrat i Roig, Cebrià                      | 1886          | 1962         |
| Montserrat i Torrents, Josep                   | 1932          |              |
| Montsó, Joan de                                | 1340          | 1412         |
| Mora i Pujadas, Víctor                         | 1931          |              |
| Moragas i Gallissà, Jeroni                     | 1901          | 1965         |
| Morató i Thomàs, Josep Maria                   | XX            | XX           |
| Morera i Galícia, Magí                         | 1853          | 1927         |
| Muns i Serinyà, Ramon                          | 1793          | 1856         |
| Muntanyola i Llorach, Ramon                    | 1917          | 1973         |
| Murià i Romaní, Anna                           | 1904          | 2002         |
| Mustieles i Perales de Verdonces, Jacint Maria | 1887          | 1948         |
| Nadal i Blanes, Guillem                        | 1911          | 1976         |
| Navarro i Costabella, Josep                    | 1898          | 1949         |
| Navarro i Grauger, Antoni                      | 1869          | 1936         |
| Nel·lo i German, Francesc                      | 1931          |              |
| Nicol i Francisca, Eduard                      | 1907          | 1990         |
| Nicolau, Guillem                               | XIV           | XIV          |
| Nicolau i Masó, Maria del Carme                | 1901          | 1990         |
| Nijs, Bob de                                   | 1931          |              |
| Nin i Pérez, Andreu                            | 1892          | 1937         |
| Nonell i Torné, Lluís                          | 1918          | 2001         |
| Nortes i Valls, Oliveri                        | 1945          |              |
| Obiols i Prat, Miquel                          | 1945          |              |
| Obiols i Vinyoles, Salvador                    | 1900          | 1930         |
| Obrador i Bennàssar, Mateu                     | 1852          | 1909         |
| O'Callaghan i Martínez, Josep                  | 1922          | 2001         |
| Olaya i Galceran, Martí                        | 1927          |              |
| Oliva i Llinàs, Salvador                       | 1942          |              |
| Olivar i Daydí, Marçal                         | 1900          | 1993         |
| Oliver, Francesc                               | XV            | XV           |
| Oliver i Cabrer, Maria Antònia                 | 1946          |              |
| Oliver i Sallares, Joan                        | 1899          | 1986         |
| Olives i Canals, Jaume                         | 1907          | 1987         |
| Olivó i Formentí, Joaquim                      | 1860          | 1885         |
| Oller i Moragas, Narcís                        | 1846          | 1930         |
| Olot, Xavier d'                                | 1894          | 1976         |
| Orriols, Àlvar d'                              | 1894          | 1976         |
| Orriols i Monset, Maria Dolors                 | 1914          | 2008         |
| Ors i Rovira, Eugeni d'                        | 1881          | 1954         |
| Ors i Rovira, Josep Enric d'                   | 1883          | 1931         |
| Ortís i Escuer, Pere                           | 1930          |              |
| Otero i Vidal, Mercè                           | 1947          |              |
| Pahissa i Jo, Jaume                            | 1880          | 1969         |
| Palàcios i Martínez, Josep                     | 1938          |              |
| Palau i Camps, Josep Maria                     | 1914          | 1996         |
| Palau i Claveras, Enric                        | XX            | XX           |
| Palau i Fabre, Josep                           | 1917          | 2008         |
| Palazon i Beltran, Lluís                       | 1914          | 1953         |
| Pallach i Estela, Antònia                      | 1945          |              |
| Pallerola i Munné. Domènec                     | 1903          | 1993         |
| Pallí i Bonet, Juli                            | 1920          |              |
| Par i Tusquets, Alfons                         | 1879          | 1936         |
| Parcerisas i Vàzquez, Francesc                 | 1944          |              |
| Parellada i Segura, Joan                       | XIX           | XX           |
| Pasqual, Joan                                  | XV            | XV           |
| Passareu, Frederic                             | XIX           | XIX          |
| Pastre, Lluís                                  | 1863          | 1927         |
| Patxot i Jubert, Rafael                        | 1872          | 1964         |
| Payarols i Casas, Francesc                     | 1896          | 1998         |
| Pedrolo i Sánchez de Molina, Manuel de         | 1918          | 1990         |
| Peix i Crespi, Miquel                          | 1927          | 2007         |
| Pellicena i Camacho, Joaquim                   | 1881          | 1938         |
| Pellicer i Pagès, Josep Maria                  | 1843          | 1903         |
| Pena i Costa, Joaquim                          | 1873          | 1944         |
| Peña i Nicolau, Pere d'Alcàntara               | 1823          | 1906         |
| Perellós, Ramon de                             | 1378          | 1405         |
| Peres, Miquel                                  | XV            | XV           |
| Pérez i Durà, Jordi                            | 1942          |              |
| Pérez i Montaner, Jaume                        | 1938          |              |
| Perpinyà i Sais, Maria                         | 1901          | 1994         |
| Perpinà i Pujol, Joan                          | 1853          | 1942         |
| Pers i Ramona, Magí                            | 1803          | 1888         |
| Pessarrodona i Artigas, Marta                  | 1941          |              |
| Petit i Montserrat, Joan                       | 1904          | 1964         |
| Petit i Riera, Ignasi                          | 1811          | 1872         |
| Peypoch, Irene                                 | 1931          | 1998         |
| Pi i Sunyer, August                            | 1879          | 1965         |
| Pi i Sunyer, Carles                            | 1888          | 1971         |
| Picas i Guiu, Jaume                            | 1921          | 1976         |
| Picó i Campamar, Ramon                         | 1848          | 1916         |
| Piera i Rubio, Josep                           | 1947          |              |
| Pigrau i Rodríguez, Antoni                     | 1919          | 1986         |
| Pin i Soler, Josep                             | 1842          | 1927         |
| Pinell i Pons, Jordi                           | 1921          | 1997         |
| Pinós, Francesc Galceran de                    | 1415          | 1475         |
| Pinyol i Balasch, Ramon                        | 1950          |              |
| Piqué i Angordans, Antoni                      | 1932          | 1989         |
| Pla i Aguiló, Josep                            | 1931          | 1993         |
| Pla i Casadevall, Josep                        | 1897          | 1981         |
| Planas i Feliu, Joan                           | 1847          | 1896         |
| Planes, Llorenç                                | 1945          |              |
| Planes i Casals, Jordi                         | 1941          |              |
| Planes i Izabul, Ramon                         | 1905          | 1989         |
| Planes í Martí, Josep Maria                    | 1907          | 1936         |
| Poblet i Guarro, Josep Maria                   | 1897          | 1980         |
| Polo i Roig, Irene                             | 1909          | 1942         |
| Pomar i Llambias, Jaume                        | 1943          |              |
| Pomés i Soler, Ramon                           | 1868          | 1937         |
| Pons i Dalmau, Leandre                         | 1815          | 1887         |
| Pons i Massaveu, Joan                          | 1850          | 1918         |
| Pontí i Vilaró, Jaume                          | 1778          | 1843         |
| Pous i Argila, Antoni                          | 1932          | 1976         |
| Pous i Pagès, Josep                            | 1873          | 1952         |
| Pous i Solà, Pere                              | 1887          | 1936         |
| Prada, Joan Francesc de                        | XVIII         | XVIII        |
| Prat i Gaballí, Pere                           | 1885          | 1962         |
| Prat i Solà, Josep                             | 1781          | 1855         |
| Prats, Francesc                                | 1450          | 1503         |
| Prats i Domingo, Modest                        | 1936          |              |
| Presas i Corbella, Maria Lluïsa                | 1949          |              |
| Presas i Plana, Eulàlia                        | 1914          |              |
| Puig i Ferreter, Joan                          | 1882          | 1956         |
| Puig i Mirosa, Pere M.                         | 1917          |              |
| Puig i Oliver, Jaume de                        | 1944          |              |
| Puiggarí, Pere                                 | 1768          | 1854         |
| Puiggarí i Pastor, Lluís Antoni                | 1863          | 1926         |
| Puigjaner i Matas, Josep Maria                 | 1937          |              |
| Puigllat i Amigó, Marià                        | 1804          | 1870         |
| Pujals i Fontrodona, Esteve                    | 1911          | 2005         |
| Pujol, Jaume                                   | 1794          | 1850         |
| Pujol i Cofan, Jordi                           | 1933          |              |
| Pujols i Morgades, Francesc                    | 1882          | 1962         |
| Pujulà i Vallès, Frederic                      | 1877          | 1963         |
| Quadras i Feliu, Maria de                      | 1903          | 1982         |
| Queralt, Francesc de                           | XVII          | XVIII        |
| Ques, Bonaventura                              | XVIII         | XVIII        |
| Quilis, Nicolau                                | XV            | XV           |
| Quintana i Font, Artur                         | 1936          |              |
| Ràfols i Fontanals, Josep Francesc             | 1889          | 1965         |
| Ragué i Arias, Maria Josep                     | 1941          |              |
| Raguer i Suñer, Hilari M.                      | 1928          |              |
| Rahola i Llorens, Carles                       | 1881          | 1939         |
| Rahola i Trèmols, Frederic                     | 1858          | 1919         |
| Ramis i Ramis, Joan                            | 1746          | 1819         |
| Ramis i Ramis, Pere                            | 1748          | 1816         |
| Ramon i Arrufat, Antoni                        | 1900          | 1973         |
| Raurell i Ges, Frederic                        | 1930          |              |
| Raventós i Domènech, Manuel                    | 1862          | 1930         |
| Ravetllat, Pere Màrtir                         | XIX           | XIX          |
| Rebull i Muntanyola, Daniel                    | 1902          | 1983         |
| Regàs i Castells, Xavier                       | 1905          | 1980         |
| Rei, Francesc                                  | XVIII         | 1810         |
| Reig i Morell, Carles                          | 1947          | 2001         |
| Reixac, G.                                     | XIV           | XIV          |
| Renart i Arús, Francesc                        | 1783          | 1853         |
| Renyé i Viladot, Frederic                      | 1849          | 1903         |
| Riart i Mitjavila, Francesc                    | 1893          | XX           |
| Riba i Bracons, Carles                         | 1893          | 1959         |
| Riber i Campins, Llorenç                       | 1881          | 1958         |
| Ribera de Perpinyà, Pere                       | XIII          |              |
| Ribera i Florit, Josep                         | 1935          | 2007         |
| Ribera i Jordà, Antoni                         | 1920          | 2001         |
| Ribera i Maneja, Antoni                        | 1837          | 1956         |
| Ribera i Rovira, Ignasi de L.                  | 1880          | 1942         |
| Ribes de Vilar, Miquel                         | 1731          | 1799         |
| Ribot i Rius, Jordi                            | 1917          | 1981         |
| Ribot i Sunyer, Pere                           | 1908          | 1997         |
| Riera i Bertran, Joaquim                       | 1848          | 1924         |
| Riera i Gassiot, Ignasi                        | 1940          |              |
| Riera i Llorca, Vicenç                         | 1903          | 1991         |
| Riera i Sans, Jaume                            | 1941          |              |
| Rierola i Alibés, Josep                        | 1900          | 1982         |
| Rierola i Masferrer, Francesc                  | 1857          | 1908         |
| Riquer i Morera, Martí de                      | 1914          |              |
| Rius i Camps, Josep                            | 1933          |              |
| Rius i Vila, Joan                              | 1912          | 1986         |
| Robles i Gómez, Isabel                         | 1948          |              |
| Roca, Antic                                    | XVI           | XVI          |
| Roca, Francesc                                 | XVIII         |              |
| Roca i Cupull, Josep                           | 1869          | 1910         |
| Roca i Ferrer, Xavier                          | 1949          |              |
| Roca i Puig, Ramon                             | 1906          | 2001         |
| Roca i Roca, Josep                             | 1848          | 1924         |
| Roca i Seguí, Guillem                          | 1742          | 1813         |
| Rodríguez i Baixeras, Xavier                   | 1945          |              |
| Roig, Jaume                                    | XIV           |              |
| Roig i Jalpí, Joan Gaspar                      | 1624          | 1691         |
| Roís de Corella, Joan                          | 1335          | 1497         |
| Romeu, Joan                                    | XIV           | XIV          |
| Romeu i Jover, Xavier                          | 1941          | 1983         |
| Romeu i Sabater, Alfons                        | 1916          | 1997         |
| Romeva i Ferrer, Pau                           | 1892          | 1968         |
| Ros, Ramon                                     | XIV           | XIV          |
| Ros i Artigues, Josep                          | 1907          | 1998         |
| Ros i Ribas, Montserrat                        | 1943          |              |
| Rosell i Capdevila, Eulàlia                    | 1879          | 1953         |
| Roset, Ramona                                  | 1922          | 1949         |
| Rosselló i Crespí, Joan                        | 1854          | 1935         |
| Rosselló i Pòrcel, Bartomeu                    | 1913          | 1938         |
| Rosselló i Ribera, Jeroni                      | 1827          | 1902         |
| Rossinyol i Soler, Joan                        | 1904          | 1983         |
| Roure, Conrad                                  | 1841          | 1928         |
| Roure i Torent, Josep                          | 1902          | 1955         |
| Rovira i Planas, Pere                          | 1947          |              |
| Rovira i Tenas, Josep                          | 1915          |              |
| Rovira i Virgili, Antoni                       | 1882          | 1949         |
| Ruaix i Vinyet, Josep                          | 1940          |              |
| Rubió i Lluch, Antoni                          | 1856          | 1937         |
| Rubió i Ors, Joaquim                           | 1818          | 1899         |
| Rubió i Tudurí, Nicolau Maria                  | 1891          | 1981         |
| Ruiz i Calonja, Joan                           | 1923          | 2010         |
| Ruiz i Rodríguez, Diego                        | 1881          | 1959         |
| Rullan i Declara, Ildefons                     | 1856          | 1911         |
| Rusiñol i Prats, Santiago                      | 1861          | 1931         |
| Ruyra i Oms, Joaquim                           | 1858          | 1939         |
| Saavedra i Macià, Anna Maria de                | 1905          | 2001         |
| Sabruguera, Romeu                              | XIII          | XIV          |
| Sacases i Pernal, Pere                         | 1859          | 1897         |
| Saclota, Francesc Ponç                         | XIV           | XIV          |
| Sagarra i Castellarnau, Josep Maria            | 1894          | 1961         |
| Sagnier i Costa, Núria                         | 1902          | 1988         |
| Saiol, Ferrer                                  | XIV           | XIV          |
| Saisset, Albert                                | 1842          | 1894         |
| Sala i Valldaura, Josep Maria                  | 1947          |              |
| Salabert i Solé, Pere                          | 1945          |              |
| Saladrigues i Oller, Salvador                  | 1891          | 1968         |
| Sales i Bogunyà, Josep                         | 1935          | 2015         |
| Sales i Folch, Núria                           | 1933          |              |
| Sales i Vallès, Joan                           | 1912          | 1983         |
| Salort i Sintes, Constantí                     | 1756          | 1811         |
| Salvà, Guillem                                 | XIV           | XIV          |
| Salvà i Ripoll, Maria-Antònia                  | 1869          | 1958         |
| Salvat i Ferré, Ricard                         | 1934          | 2009         |
| San Vicente i Urondo, Ricard                   | 1948          |              |
| Sànchez i Bosch, Jordi                         | 1934          |              |
| Sànchez i Férriz, Miquel Àngel                 | 1948          |              |
| Sànchez i Vilanova, Llorenç                    | 1930          |              |
| Sandaran i Bacaria, Josep                      | 1875          | 1942         |
| Sandiumenge i Puig, Maria                      | 1889          | XX           |
| Sandiumenge i Turull, Magí                     | 1884          | 1930         |
| Sans i Roca, Joan                              | 1802          | 1863         |
| Santainés i Ardanuy, Simó                      | XIX           | 1950         |
| Santamaria i Ventura, Joaquima                 | 1854          | 1930         |
| Santcliment, Francesc de                       | XV            | XV           |
| Saplana, Pere                                  | XIV           | 1365         |
| Sardà i Lloret, Joan                           | 1851          | 1898         |
| Sargatal i Plana, Alfred                       | 1948          |              |
| Sarriera, Berenguer                            | XIV           | XIV          |
| Sarsanedas i Vives, Jordi                      | 1924          | 2006         |
| Seabra, Manuel de                              | 1932          |              |
| Segalà i Estalella, Lluís                      | 1873          | 1938         |
| Sellent i Arús, Joan                           | 1948          |              |
| Serra i Baldó, Alfons                          | 1909          | 1993         |
| Serra i Boldú, Valeri                          | 1875          | 1938         |
| Serra i Esturí, Marià                          | 1867          | 1931         |
| Serrà i Fernàdez, Màriam                       | 1950          |              |
| Serra i Pastor, Miquel                         | 1903          | 1980         |
| Serra i Postius, Pere                          | 1671          | 1748         |
| Serrahima i Bofill, Maurici                    | 1902          | 1979         |
| Serrallonga i Calafell, Carme                  | 1909          | 1997         |
| Serrallonga i Morer, Segimon                   | 1930          | 2002         |
| Serrano i Llàcer, Rosa Maria                   | 1945          |              |
| Seva i Llinares, Antoni                        | 1942          |              |
| Sever d'Olot                                   | XVIII         | XVIII        |
| Sibiuda, Sebastià                              | XVIII         | XVIII        |
| Sidera i Plana, Jaume                          | 1929          |              |
| Simó, Arnau                                    | XV            | XV           |
| Simó i Monllor, Isabel-Clara                   | 1943          |              |
| Sirera i Turó, Rodolf                          | 1948          |              |
| Síscar i de Montoliu, Ramon de                 | 1830          | 1889         |
| Slaby, Rudolf J.                               | 1885          | 1957         |
| Solà, Narcís                                   | XV            | XVI          |
| Solà i Dalmau, Miquel                          | 1908          | 1985         |
| Solà i Farrés, Eudald                          | 1946          | 2001         |
| Solà i Sala, Lluís                             | 1940          |              |
| Solanas i Mata, Montserrat                     | 1926          | 2009         |
| Solanes i Poch, Lluís                          | 1937          |              |
| Soldevila i Zubiburu, Carles                   | 1892          | 1967         |
| Soldevila i Zubiburu, Ferran                   | 1894          | 1971         |
| Solé i Tura, Jordi                             | 1930          | 2009         |
| Soler, Gregori                                 | XVIII         | XVIII        |
| Soler i Amigó, Joan                            | 1941          |              |
| Soler i Miquel, Josep                          | 1861          | 1897         |
| Soler i Perejoan, Gaietà                       | 1863          | 1914         |
| Soler i Sans, Joan                             | 1754          | 1809         |
| Solervicens i Pollina, Joan Baptista           | 1904          | 1961         |
| Solsona i Duran, Isabel                        | 1913          |              |
| Sotorra i Agramunt, Andreu                     | 1950          |              |
| Sucona i Vallès, Tomàs                         | 1842          | 1907         |
| Surer, Bonanat                                 | XV            | XV           |
| Talamanca, Gaspar de                           | XV            | XV           |
| Tàmaro i Fabricias, Eduard                     | 1845          | 1889         |
| Tasis i Marca, Rafael                          | 1906          | 1966         |
| Tastú, Josep                                   | 1787          | 1849         |
| Teixidor i Martínez, Jordi                     | 1939          | 2011         |
| Teixidor i Viladecàs, Emili                    | 1933          |              |
| Terricabras i Nogueras, Josep Maria            | 1946          |              |
| Thos i Codina, Terenci                         | 1841          | 1903         |
| Tintorer i Vilaseca, Emili                     | 1870          | 1945         |
| Tocabens i Rigat, Joan                         | 1940          |              |
| Toda i Güell, Eduard                           | 1855          | 1941         |
| Todó i Vila, Lluís Maria                       | 1950          |              |
| Togores i Sanglada, Josep de                   | 1767          | 1831         |
| Torra, Pere                                    | XVI           | XVIII        |
| Torrents i Bertrana, Ricard                    | 1937          |              |
| Torres, Lluís de las                           | 1693          | 1739         |
| Torres i Barberà, Humbert                      | 1879          | 1955         |
| Torres i Ferrer, Francesc                      | 1876          | 1944         |
| Torres i Perenya, Màrius                       | 1910          | 1942         |
| Totosaus i Martorell, Josep M.                 | 1932          |              |
| Tragan, Pius-Ramon                             | 1928          |              |
| Trens i Ribas, Manuel                          | 1892          | 1976         |
| Trepat i Massó, Adela Maria                    | 1905          | 1964         |
| Trepat i Trepat, Josep                         | 1896          | 1974         |
| Triadú i Font, Joan                            | 1921          | 2010         |
| Trilla i Rostoll, Marçal                       | 1887          | 1967         |
| Tubau i Jordi, Núria                           | 1931          |              |
| Turmeda, Anselm                                | XIV           | XV           |
| Turull i Creixell, Antoni                      | 1933          | 1990         |
| Ubach i Medir, Bonaventura                     | 1879          | 1960         |
| Udina i Cobo, Josep Manuel                     | 1939          |              |
| Unterlohner i Claveguera, Carles               | XX            | XX           |
| Valentí, Ferran                                | 1415          | 1476         |
| Valentí i Fiol, Eduard                         | 1910          | 1971         |
| Valentí i Petit, Helena                        | 1940          | 1990         |
| Valen i Ferret, Maria Eulàlia                  | 1936          |              |
| Vallcorba i Plana, Jaume                       | 1949          |              |
| Valldeperes i Jaquetot, Manuel                 | 1902          | 1970         |
| Vallès i Perdrix, Edmon                        | 1920          | 1980         |
| Vallès i Vidal, Emili                          | 1878          | 1950         |
| Vallespinosa i Salvat, Bonaventura             | 1899          | 1987         |
| Vallmanya, Bernardí                            | XV            | XV           |
| Valls i Martí, Magí                            | XIX           | XX           |
| Valls i Oliva, Àlvar                           | 1947          |              |
| Valls i Robinson, Miquela                      | 1945          |              |
| Valls i Royo, Joan                             | 1901          | 1991         |
| Vallvé i López, Manuel                         | XIX           | XX           |
| Vallverdú i Aixalà, Josep                      | 1923          |              |
| Vallverdú i Canes, Francesc                    | 1935          |              |
| Valor i Vives, Enric                           | 1911          | 2000         |
| Ventalló i Vergés, Joaquim                     | 1899          | 1996         |
| Verdaguer i Callís, Magí                       | 1849          | 1925         |
| Verdaguer i Callís, Narcís                     | 1863          | 1918         |
| Verdaguer i Santaló, Jacint                    | 1845          | 1902         |
| Verde i Aldea, Josep                           | 1928          |              |
| Verger i Hervàs, Eduard-Josep                  | 1949          |              |
| Vergés i Fàbregas, Josep                       | 1903          | 1984         |
| Vergés i Príncep, Gerard                       | 1931          |              |
| Vernet i Real, Maria Teresa                    | 1907          | 1974         |
| Vesac, Tomàs de                                | 1476          | 1536         |
| Viada i Lluch, Lluís Carles                    | 1863          | 1938         |
| Via i Pagès, Lluís                             | 1870          | 1940         |
| Vicens i Lorente, Antoni                       | 1948          |              |
| Viciana, Martí de                              | 1440          | 1492         |
| Vidal i Alcover, Jaume                         | 1923          | 1991         |
| Vidal i de Valenciano, Gaietà                  | 1834          | 1893         |
| Vidal i Fernández, Helena                      | 1946          |              |
| Vidal i Jové, Joan Francesc                    | 1899          | 1978         |
| Vidal i Roget, August                          | 1909          | 1976         |
| Vidal i Rosich, Cosme                          | 1869          | 1918         |
| Vidal i Turón, Carmen                          | 1942          |              |
| Vidal i Turón, Josep Maria                     | 1925          |              |
| Vidal i Valenciano, Eduard                     | 1839          | 1899         |
| Vidal i Vidal, Llorenç                         | 1936          |              |
| Vila-Abadal i Vilaplana, Jordi                 | 1926          |              |
| Vilaginés i Ortet, Carme                       | 1935          |              |
| Vilar, Joan                                    | XV            |              |
| Vilar i Costa, Joan                            | 1889          | 1962         |
| Vilaragut i Visconti, Antoni de                | 1336          | 1400         |
| Vilaregut i Martí, Salvador                    | 1872          | 1937         |
| Vilaró i Codina, Isidre                        | 1872          | 1930         |
| Villalba i Varneda, Pere                       | 1938          |              |
| Villalonga i Pons, Llorenç                     | 1897          | 1980         |
| Villangómez i Llobet, Marià                    | 1913          | 2002         |
| Vinyes i Cluet, Ramon                          | 1882          | 1952         |
| Vinyoli i Pladevall, Joan                      | 1914          | 1984         |
| Viola i Vergés, Lluís                          | 1880          | XX           |
| Violet, Gustau                                 | 1873          | 1952         |
| Viurà i Rius, Xavier                           | 1882          | 1947         |
| Vives i Pastor, Ramon                          | XIX           | XX           |
| Vives i Roig, Camil                            | 1861          | 1931         |
| Vives i Solé, Josep                            | 1928          | 2015         |
| Voltas i Nadal, Jordi                          | 1935          |              |
| Xancó i Xancó, Joan                            | 1925          | 1995         |
| Xirau i Palau, Joaquim                         | 1895          | 1946         |
| Xuriguera i Parramona, Joan Baptista           | 1917          | 1987         |
| Xuriguera i Parramona, Ramon                   | 1901          | 1966         |
| Yvars i Castelló, Josep Francesc               | XX            | XX           |
| Zanné i Rodríguez, Jeroni                      | 1837          | 1934         |